# Campeões brasileiros de futebol de mesa (modalidade bola 12 toques)
O Futebol de Botão (Futebol de Mesa) é um esporte reconhecido no Brasil através da Resolução N.º 14, de 29 de setembro de 1988, acatando ao Of. N.º 542/88 e ao Processo N.º 23005.000885/87-18, baseado na Lei N.º 6.251, de 8 de outubro de 1975 e no Decreto N.º 80.228, de 25 de agosto de 1977, assinada pelo seu então Conselheiro-Presidente Manoel José Gomes Tubino, o CND (Conselho Nacional de Desportos) reconhece o Futebol de Mesa como modalidade desportiva praticada no Brasil, como uma vertente dos esportes de salão, no qual se incluem o xadrez e o bilhar, por exemplo. O Futebol de Mesa é praticado oficialmente em sete modalidades oficiais: quatro nacionais (Disco, Bola 12 Toques, Bola 3 Toques e Dadinho), três internacionais (Sectorball, Subbuteo e Futebol Chapas) e as regras experimentais (dentre as quais temos a Pastilha, a Regra Gaúcha e a Regra Paraibana).
O Campeonato Brasileiro Individual da modalidade Bola 12 Toques é disputado desde de 1989 atletas de vários Estados brasileiros. Segue a lista dos campeões:
| ANO  | LOCAL                         | ADULTO           | MASTER             | SUB-18               | SUB-15                |
| 1989 | São Paulo                     | João Luis Gil    | -                  | -                    | -                     |
| 1990 | São Paulo                     | Rubinho Cintra   | -                  | -                    | -                     |
| 1991 | São Paulo                     | Jéfferson Genta  | -                  | -                    | Ernesto Christofolo   |
| 1992 | Curitiba                      | Ricardo Asso     | -                  | -                    | Fábio Maia            |
| 1993 | São Paulo                     | Alexandre Laguna | Edu Henrique       | -                    | Balu Gimenez          |
| 1994 | São Caetano do Sul            | Alexandre Laguna | Nilson Rodrigues   | -                    | Eduardo Hiroshi       |
| 1995 | Campo Largo                   | Mauro Michilin   | Geraldo Atienza    | -                    | Guilherme Cordoni     |
| 1996 | São Paulo                     | Claudinei Maia   | Almo de Paula      | Rodrigo Narduche     | Jean Francisco Pierri |
| 1997 | Londrina                      | Paulo Michilin   | Nilson             | Robertinho           | Vinícius de Simoni    |
| 1998 | São Paulo                     | Mauro Michilin   | Muradian           | Tiago Machado        | Quinho Zuccato        |
| 1999 | São José dos Pinhais          | Robertinho       | Henrique Thomas    | Vinicius de Simoni   | Quinho Zuccato        |
| 2000 | Socorro                       | Sidney Souza     | Marco Aurélio      | Fernando Martorelli  | Gustavo Nogueira      |
| 2001 | São José dos Pinhais/Curitiba | Mauro Michilin   | Muradian           | Jaime de Carvalho    | Cássio André          |
| 2002 | Santos                        | Jéfferson Genta  | Kiko Alves         | L. Fernando Henrique | Rodrigo Pedreira      |
| 2003 | Blumenau                      | Quinho Zuccato   | Almo de Paula      | Rafael Gabba         | Renê Castro           |
| 2004 | Rio de Janeiro                | Quinho Zuccato   | Nilson             | Lucas Assumpção      | Gabriel Adão          |
| 2005 | Curitiba                      | Mauro Michilin   | Erismar Ferreira   | Paulo César          | Felipe Gomes          |
| 2006 | Socorro                       | Rogério          | Dudu Mello         | Thiago Penna         | Felipe Gomes          |
| 2007 | Campinas                      | Quinho Zuccato   | Carlos Eduardo     | João Víctor          | Rhaniery Jardim       |
| 2008 | Blumenau                      | Thiago Penna     | Nilson             | Aldecoa              | Rhaniery Jardim       |
| 2009 | Rio de Janeiro                | Robertinho       | Almo de Paula      | Felipe Gomes         | Rhaniery Jardim       |
| 2010 | São Paulo                     | Robertinho       | Rodolfo José       | Marcos Antunes       | Rhaniery Jardim       |
| 2011 | Poços de Caldas               | Robertinho       | Rodolfo José       | Rhaniery Jardim      | Léo Rodrigues         |
| 2012 | São José dos Pinhais/Curitiba | Elds Godoy       | Dalla Stella       | Rhaniery Jardim      | Gabriel Godoy         |
| 2013 | Goiânia                       | Robertinho       | Dalla Stella       | João Pedro Gall      | Gabriel Godoy         |
| 2014 | São José dos Pinhais/Curitiba | Jéfferson Genta  | Fernando Gradowski | João Pedro Gall      | Gabriel Godoy         |
| 2015 | Rio de Janeiro                | Maurício Faccio  | Edson Sírio        | Vinicius Esteves     | Vitor Matheus         |
| 2016 | Botucatu                      | Maurício Faccio  | Muradiam           | Léo Gonçalves        |                       |
| 2017 | Caruaru                       | Quinho Zuccato   | Elvis Teruel       | Daniel Couto         |                       |
| 2018 | Londrina                      | Victor Heremann  | Marcio Lima        | Daniel Couto         |                       |
| 2019 | Blumenau                      | Thiago Rocco     | Elvis Teruel       | Diego Almeida        |                       |
| 2022 | São Paulo                     | Quinho Zuccato   | Armando            | Léo Lima             |                       |
| 2023 | Rio de Janeiro                | Quinho Zuccato   | Mario Novaes       | João Antônio         |                       |
| 2024 | Londrina                      | Thiago Rocco     | Éder Sérgio        | João Antônio         |                       |

A Copa do Brasil Individual da modalidade Bola 12 Toques é disputada desde de 1995 na categoria Master. Entre 1998 e 2002 não aconteceu essa competição, sendo retomada em 2003 já nas categorias Adulto e Master. Houve outra interrupção entre 2004 e 2006, sendo retomada em 2007. Depois da não realização em 2009, o torneio vem sendo realizado regularmente desde 2010.  
| ANO  | LOCAL         | ADULTO             | MASTER             |
| 1995 | São Paulo     | -                  | Nilson             |
| 1996 | São Paulo     | -                  | Almo de Paula      |
| 1997 | São Paulo     | -                  | José Farah         |
| 2003 | Blumenau      | Tadeu Sanchis      | Muradiam           |
| 2007 | Blumenau      | Robertinho¹        | Marcelo Lages      |
| 2008 | Londrina      | Victor Heremann    | Nilson             |
| 2010 | Cambé         | Ednilson Gaffo     | Fernando Gradowsky |
| 2011 | Itajaí        | Robertinho         | Almo de Paula      |
| 2012 | Caruaru       | Robertinho         | Joaquim Costa      |
| 2013 | Nova Friburgo | Robertinho         | Joaquim Costa      |
| 2014 | Goiânia       | Robertinho         | Joaquim Costa      |
| 2015 | São Paulo     | Jefferson Genta    | Armando            |
| 2016 | Londrina      | Ricardo Faoro      | Luiz Ricardo       |
| 2017 | Porto Alegre  | Robertinho         | Elvis Teruel       |
| 2018 | São Paulo     | Wagner Luis        | Henrique           |
| 2019 | Nova Friburgo | Christofer Pereira | Rodolfo José       |
| 2022 | Londrina      | Quinho Zuccato     | Dalla Stella       |
| 2023 | Caruaru       | Quinho Zuccato     | Éder Sérgio        |
| 2024 | varginha      | Quinho Zuccato     | Sammartino         |

- ¹: Em 2007 o atleta Robertinho estava filiado à Federação Paulista de Futebol de Mesa.

O Campeonato Brasileiro de Clubes da modalidade Bola 12 Toques é disputado desde de 2007 com clubes dos estados de São Paulo, Rio de Janeiro, Paraná, Santa Catarina, Goiás, Ceará, Pernambuco, Alagoas e Piauí. Segue a lista dos campeões:
| ANO  | LOCAL             | CAMPEÃO         | VICE          | 3º LUGAR        | 4º LUGAR         |
| 2007 | Rio de Janeiro    | Palmeiras       | Vasco da Gama | Círculo Militar | Maria Zélia      |
| 2008 | São Paulo         | Palmeiras       | Maria Zélia   | Curitibano      | AABB Curitiba    |
| 2009 | Curitiba          | Palmeiras       | Corinthians   | IVN             | America          |
| 2010 | [Itajaí]]         | Corinthians     | IVN           | Palmeiras       | Meninos          |
| 2011 | Petrópolis        | IVN             | America       | Corinthians     | Palmeiras        |
| 2012 | São Paulo         | Palmeiras       | America       | Curitibano      | Meninos          |
| 2013 | Poços de Caldas   | Palmeiras       | Corinthians   | Ginástico Desp. | Vasco da Gama    |
| 2014 | Rio de Janeiro    | Corinthians     | Palmeiras     | Círculo Militar | Meninos          |
| 2015 | Curitiba          | Meninos         | Palmeiras     | Círculo Militar | Corinthians      |
| 2016 | Goiânia           | XV de Agosto    | Meninos       | Palmeiras       | Friburguense     |
| 2017 | Santos            | Vasco da Gama   | XV de Agosto  | Curitibano      | Palmeiras        |
| 2018 | Niterói           | Vasco da Gama   | Meninos       | Clube Verde     | Corinthians      |
| 2019 | S. J. dos Pinhais | Círculo Militar | Vasco da Gama | Palmeiras       | Sete de Setembro |
| 2022 | Caruaru           | São Paulo       | Vasco da Gama | Palmeiras       | Unimesa          |
| 2023 | São Bernardo      | São Paulo       | Palmeiras     | Círculo Militar | XV de Agosto     |
| 2024 | Blumenau          |                 |               |                 |                  |

O Campeonato Brasileiro de Clubes Master da modalidade Bola 12 Toques é disputado desde de 2011.
| ANO  | LOCAL             | CAMPEÃO       | VICE          | 3º LUGAR         | 4º LUGAR         |
| 2011 | São Paulo         | Maria Zélia   | Corinthians   | Fluminense       | Clube Curitibano |
| 2012 | Curitiba          | Vasco da Gama | Carcará       | Clube Curitibano | Maria Zélia      |
| 2013 | Rio de Janeiro    | Vasco da Gama | Flamengo      | Nacional         | Clube dos 500    |
| 2014 | Curitiba          | Vasco da Gama | America       | Maria Zélia      | Corinthians      |
| 2015 | Curitiba          | Corinthians   | Sexta Bola    | Maria Zélia      | Vasco da Gama    |
| 2016 | São Paulo         | Vasco da Gama | Corinthians   | Maria Zélia      | Alianza          |
| 2017 | Santos            | Maria Zélia   | Corinthians   | Vasco da Gama    | Meninos          |
| 2018 | Niterói           | Corinthians   | Vasco da Gama | America          | Grêmio Náutico   |
| 2019 | S. J. dos Pinhais | Corinthians   | Dom Pedro II  | Maria Zélia      | Cisplatina       |
| 2022 | Caruaru           | AABB/Caruaru  | Londrina      | ACPEF            |                  |
| 2023 | São Bernardo      | CEPE 2024     | São Paulo     | Maria Zélia      | Corinthians      |
| 2024 | Blumenau          |               |               |                  |                  |